# Johan Mazer
Johan Mazer, född 7 mars 1790, död 25 oktober 1847, var en svensk kammarmusiker och grosshandlare.

## Biografi
Mazer var av vallonsk härkomst i andra generationen; hans mor hette Brita Maria Sjöman och hans far Jean Pierre Mazer. Fadern var sidenvävare från Frankrike och bedrev verksamhet som silkesstrumpsfabrikör. År 1807 förändrade han sin verksamhet och började med grosshandelsaffär huvudsakligen i vin som han importerade med egna fartyg. Johan Mazer och hans yngre bror Anton gick i fransk klosterskola där Johan studerade latin och musik. Han lärde sig sjunga, spela violoncell och kontrabas samt bygga stråkinstrument. Fadern Jean-Pierre dog i Milano 1829 och enligt bouppteckningen lämnade han sönerna en stor förmögenhet på 180,000 riksdaler banko Efter faderns död fick Johan och brodern så kallat burskap och övertog faderns firma, Anton blev siden- och strumpfabrikör och Johan grosshandlare.

## Musikalisk journal för bolaget på Djurgården
Johan Mazer var inte särskilt intresserad av affärer utan mer av musik trots att ingen annan i familjen ägnat sig åt detta. Han bodde i Stockholm på Västerlånggatan 46-48 dit han samlade musicerande vänner för att spela i sin musiksal prydd med allegoriska väggmålningar. Han ägde ett sommarhus på Djurgården och där tog han emot ett dussin herrar för att spela kammarmusik nästan varje kväll under sommarhalvåret. Vid ett tillfälle spelade två damer violin men annars var det endast herrar. Herrarna var både goda amatörer som rådmannen Johan Anders Björk och professionella som kapellmästaren Johan Fredrik Berwald. Spelaftnarna bokfördes i en journal eller dagbok med "speldagar, kompositioner, kompositörer och spelare" i "Musikalisk journal för bolaget på Djurgården" från 1823- 32. Under dessa år hölls 358 sammankomster och de spelade cirka 1200 musikstycken. Bland annat spelade de samtida musik som raskt hemförts från kontinentens tryckpressar som George Onslow (kompositör) (1784-1852), Giovanni Battista Viotti (1755-1824) och Louis Spohr (1784–1859). Mest spelade man de stora mästarna Joseph Haydn (1732-1809), Wolfgang Amadeus Mozart (1756-1791) och Ludwig van Beethoven (1770-1827). Man spelade tre till sex, ibland till och med åtta verk på en kväll . Det var inte bara originalverk utan även arrangemang av symfonier av Beethoven och arrangemang av operor av Mozart och Carl Maria von Weber (1786-1826). Han bjöd också sina musikanter på mat och dryck och omtalas som en god kock. Johan Mazer köpte mycket noter och lät binda in dem konstfullt. Han samlade också musikinstrument såsom violiner av Guarneri och Amati, sammanlagt 16 stycken. Han byggde själv en kontrabas. 
År 1840, 29/1, blev Johan Mazer invald i Kungliga Musikaliska Akademien i andra klassen som är musikkännare och musikälskare. Till hans minne lät Kungliga Musikaliska Akademien tillverka en medalj med inskriften Anda och Konst, akademiens devis.

## Mazerska kvartettsällskapet och donation
I sitt testamente förordnade Mazer att traditionen skulle föras vidare och att hans vänner skulle bilda ett sällskap som regelbundet träffades och musicerade. Vännerna hörsammade uppmaningen och 1849 började Mazerska kvartettsällskapet sin verksamhet. Liksom på Mazers tid spelar fortfarande yrkesmusiker och musikälskare som försörjer sig via andra yrken tillsammans. Traditionen att bokföra vad som spelats har också förts vidare, vilket ger spännande vittnesbörd om musikintresse över tiden.

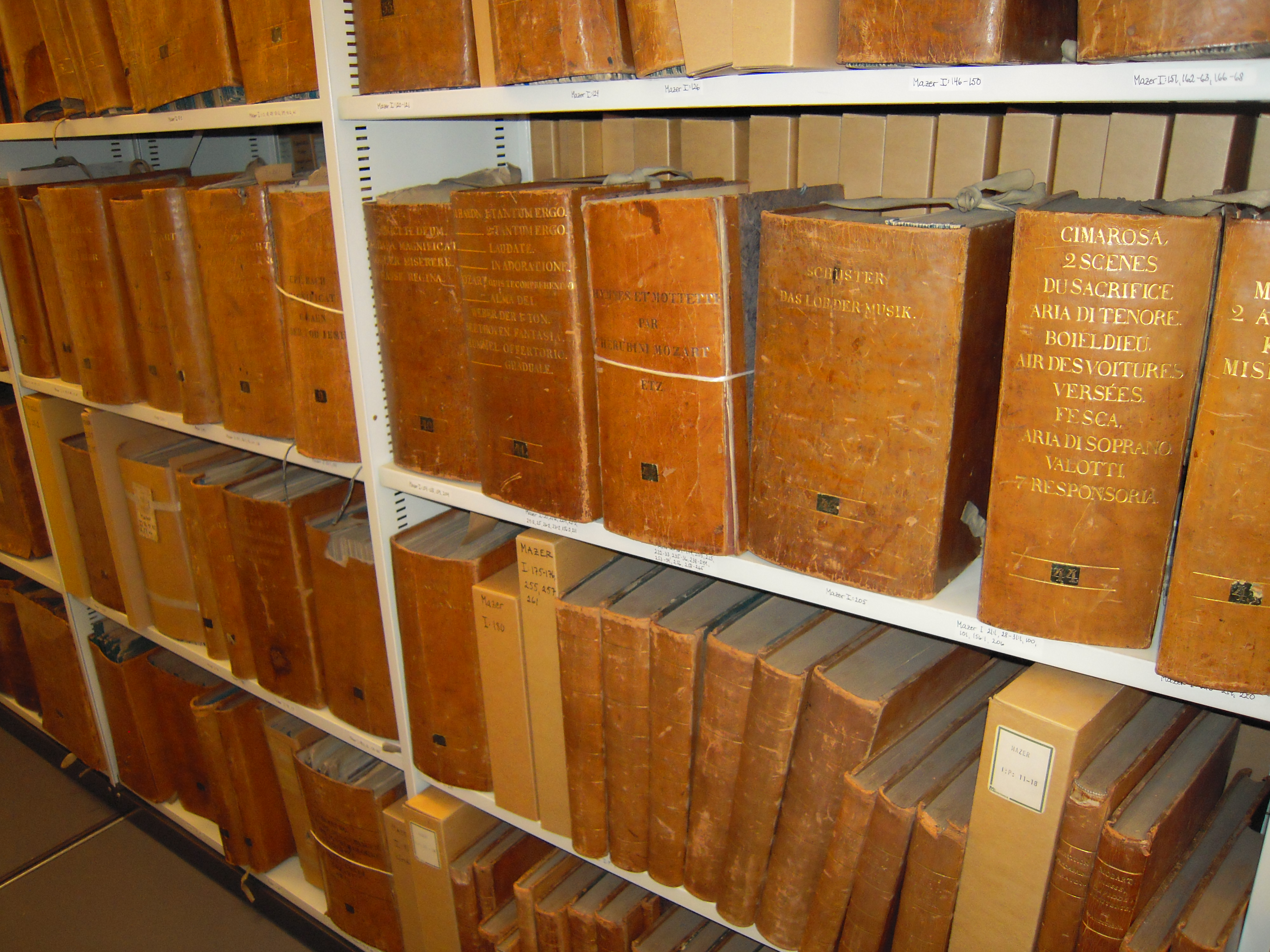
Mazers samling av noter i Musik- och teaterbiblioteket

Mazer, som inte var gift eller hade barn, testamenterade sina noter till Kungl. Musikaliska akademiens bibliotek, numera Musik- och teaterbiblioteket och sin instrumentsamling till det som med tiden kom att bli Musikhögskolan. I testamentet daterat 9 november 1846 står det att förutom musikinstrument, noter, och notställ han även skänker fyra tusen riksdaler banko för att Akademien ska se till att ett kvartettsällskap ska bildas för musikamatörer. De ska träffas en gång i veckan under vintermånaderna i Akademiens lokaler för att utföra "qvartetter och kammarmusik". Han önskade också införa ett förbud mot förekomst av "spirituosa vid sällskapets sammanträden".
Johan Mazer är begravd på Norra begravningsplatsen i Stockholm, gravplats nr 398

## Läs mer
- Åstrand Hans, red (1975-1979). Sohlmans musiklexikon. (2., revid. och utvidgade uppl. /[huvudred.: Hans Åstrand]). Stockholm: Sohlman. Libris 8372037. ISBN 91-7198-020-2
- Schlesinger, Ernst A. (1909). Minnesord vid högtidlighållandet af Mazerska kvartettsällskapets i Stockholm sextioårsdag d. 15 januari 1909.. Stockholm. Libris 1325019
- Lindman, John (1938). Minnesord vid högtidlighållandet av Mazerska kvartettsällskapets i Stockholm nittioårsdag den 13 januari 1939.. Stockholm: Hackzell. Libris 1405384
- 150 år med kammarmusik. Stockholm: Mazerska kvartettsällsk. i samarbete med Kungl. Musikaliska akad. 1999. Libris 2871028. ISBN 91-89038-08-8